# Smilodectes gracilis
Lo smilodecte (Smilodectes gracilis) è un primate estinto, vissuto nell'Eocene inferiore (circa 55 milioni di anni fa). I suoi resti sono stati ritrovati in Nordamerica.

## Descrizione
Questo animale era piuttosto simile agli odierni lemuri per aspetto e dimensioni. Il cranio era piuttosto corto, con un osso frontale arrotondato rispetto a quello di altre forme simili. Gli occhi erano molto grandi, mentre i lobi olfattivi erano relativamente ridotti rispetto a quelli di altri primati. Il peso medio dell'animale doveva di poco superare i due chilogrammi, mentre la capacità cranica era di 9,5 cc.

## Classificazione
Lo smilodecte è un rappresentante degli adapiformi, un gruppo di mammiferi sviluppatisi nel Paleocene e diffusisi nel corso dell'Eocene, il cui rappresentante più noto era l'europeo Adapis; questi animali sono spesso considerati primati primitivi, ma alcuni paleontologi li ritengono ancestrali ai primati veri e propri. All'interno del gruppo, lo smilodecte è posto nella sottofamiglia dei notarctini (Notharctinae), comprendente numerose forme nordamericane, tra cui Notharctus, Pelycodus e Cantius.

## Stile di vita
La struttura dello scheletro postcranico fa supporre che lo smilodecte fosse un abitatore degli alberi, sui quali si arrampicava agilmente e probabilmente effettuava lunghi salti fra le fronde. La morfologia dentaria, inoltre, sembra indicare che questo animale si cibasse di foglie.